# Tổng thống Namibia
Tổng thống Namibia là nguyên thủ quốc gia, người đứng đầu chính phủ của Namibia và tổng tư lệnh Lực lượng Quốc phòng Namibia. Tổng thống đương nhiệm là Netumbo Nandi-Ndaitwah, nhậm chức vào ngày 21 tháng 3 năm 2025.

## Nhiệm kỳ
Nhiệm kỳ của tổng thống là năm năm. Tổng thống không được giữ chức vụ quá hai nhiệm kỳ.

## Kế nhiệm
Trong trường hợp khuyết tổng thống thì thứ tự kế nhiệm tổng thống như sau:
1. Phó Tổng thống Namibia
2. Thủ tướng Namibia
3. Phó Thủ tướng Namibia
4. Một người do Nội các chỉ định

## Danh sách tổng thống Namibia
Quyền tổng thống
†  Qua đời khi đang giữ chức vụ
| No. | Hình               | Họ tên (Năm sinh – Năm mất)            | Bầu cử         | Nhiệm kỳ            | Nhiệm kỳ              | Nhiệm kỳ              | Đảng  |
| No. | Hình               | Họ tên (Năm sinh – Năm mất)            | Bầu cử         | Nhậm chức           | Mãn nhiệm             | Thời gian giữ chức vụ | Đảng  |
| --- | ------------------ | -------------------------------------- | -------------- | ------------------- | --------------------- | --------------------- | ----- |
| 1   |                    | Sam Nujoma (1929–2025)                 | 1989 1994 1999 | 21 tháng 3 năm 1990 | 21 tháng 3 năm 2005   | 15 năm                | SWAPO |
| 2   |                    | Hifikepunye Pohamba (sinh năm 1935)    | 2004 2009      | 21 tháng 3 năm 2005 | 21 tháng 3 năm 2015   | 10 năm                | SWAPO |
| 3   |                    | Hage Geingob (1941–2024)               | 2014 2019      | 21 tháng 3 năm 2015 | 4 tháng 2 năm 2024[†] | 8 năm, 320 ngày       | SWAPO |
| —   |                    | Nangolo Mbumba (sinh năm 1941)         | —              | 25 tháng 1 năm 2024 | 4 tháng 2 năm 2024    | 10 ngày               | SWAPO |
| 4   | 4 tháng 2 năm 2024 | Nangolo Mbumba (sinh năm 1941)         | —              | 21 tháng 3 năm 2025 | 1 năm, 45 ngày        |                       | SWAPO |
| 5   |                    | Netumbo Nandi-Ndaitwah (sinh năm 1952) | 2024           | 21 tháng 3 năm 2025 | Đương nhiệm           | 6 ngày                | SWAPO |